# Benito de Sala y de Caramany
Benito de Sala y de Caramany (ur. 16 kwietnia 1646 w Gironie, zm. 2 lipca 1715 w Rzymie) – hiszpański duchowny katolicki, kardynał, biskup Barcelony, benedyktyn.

## Życiorys
W 1658 wstąpił do zakonu benedyktynów. 24 listopada 1698 został wybrany biskupem Barcelony, którym pozostał już do śmierci. 15 marca 1699 przyjął sakrę z rąk arcybiskupa José Llinása Aznara (jednym z dwóch współkonsekratorów był biskup Antonio Pascual). 18 maja 1712 Klemens XI kreował go kardynałem in pectore, nominacja została ogłoszona 30 stycznia 1713.